# Pseudocleobis profanus
Espèce
Pseudocleobis profanus est une espèce de solifuges de la famille des Ammotrechidae.

## Distribution
Cette espèce est endémique d'Argentine. Elle se rencontre dans les provinces de Río Negro et de Neuquén.

## Description
Le mâle holotype mesure 8,57 mm et la femelle 9,09 mm.

## Systématique et taxinomie
Cette espèce a été décrite par Iuri en 2022.

## Publication originale
- Iuri & Iglesias, 2022 : « The genus Pseudocleobis Pocock, 1900 (Solifugae: Ammotrechidae) in transitional Patagonia-Monte deserts, with descriptions of two new species. » Zootaxa, no 5094(3), p. 435-460.